# قوة الجر

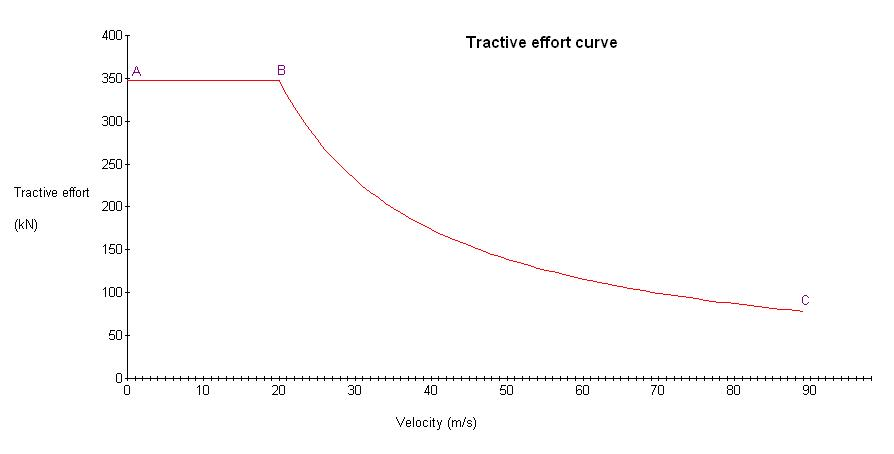

قوة الجر في الهندسة الميكانيكية (بالإنجليزية: Tractive force ) لها معنيين ، فهي قد تعني قوة الجر التي تمارسها مركبة على سطح أو قوة الجر التي تكون موازية لاتجاه الحركة .
بالنسبة لقطار يجري على سكة حديدية يستخدم تعبير قدرة الجر للتعبير عن قوة الجر التي تميز قدرة قاطرة على سحب أو دفع القطار . أما بالنسبة إلى المركبات التي تجري في طرق فتكون قدرة الجر أكبر من قوة الجر بمقدار مقاومة التدحرج ؛ وكلاهما يكون أكبر مما يسمى «شد قضيب قطر» بمقدار المقاومة الكلية (وتشمل المقاومة الكلية مقاومة الهواء و الانحدار.)
قوة جر أو قوة سحب مركبة طبقا لمعطيات مصنع المركبة قد تكون نظرية — بمعنى أنها تكون محسوبة على أساس الخواص الميكانيكية للمركبة — أو مقاسة خلال تجربة أجريت تحت ظروف محددة . وتفرق الهندسة الميكانيكية بين التطبيقات حسب نوع التكوين النهائي لنظام نقل الحركة بعجلة واحدة أو أكثر ، ونوع احتكاكها بسطح الطريق أو بقضبان السكك الحديدية.

## اقرأ أيضا
- قدرة الجر
- عجلة
- سيارة
- مجموعة الحركة
- معادلة السحب